# Brotherella erythrocaulis
Brotherella erythrocaulis är en bladmossart som beskrevs av Fleischer 1923. Brotherella erythrocaulis ingår i släktet Brotherella och familjen Sematophyllaceae. Inga underarter finns listade i Catalogue of Life.